# 浅側頭動脈頭頂枝
浅側頭動脈頭頂枝（せんそくとうどうみゃくとうちょうし）は、頭頸部の動脈の一つ。浅側頭動脈の枝で、前頭枝より大きく、側頭部を側頭筋膜の表面を通り後上方へ向かい、反対側同名枝、後耳介動脈、後頭動脈と吻合する。

## 追加画像

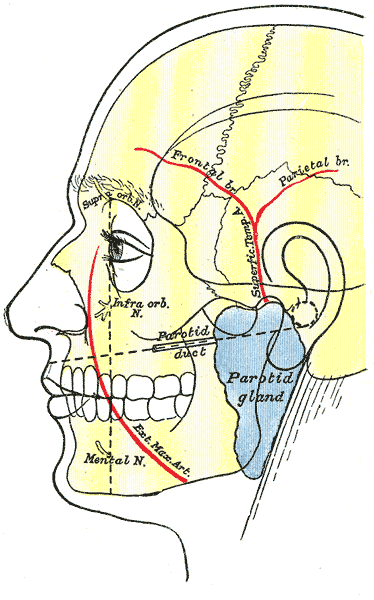
Outline of side of face, showing chief surface markings.